# Джордж, Фрэнсис Юджин
Фрэнсис Юджин Джордж (англ. Francis Eugene George; 16 января 1937, Чикаго, США — 17 апреля 2015, там же) — американский кардинал, облат. Епископ Якимы с 10 июля 1990 по 30 апреля 1996. Архиепископ Портленда (Орегон) с 30 апреля 1996 по 8 апреля 1997. Архиепископ Чикаго с 8 апреля 1997 по 20 сентября 2014. Кардинал-священник с титулом церкви Сан-Бартоломео-аль-Изола с 21 февраля 1998.

## Биография
В 13 лет он переболел полиомиелитом, последствия которого ощущал всю жизнь. В возрасте 20 лет вступил в монашескую конгрегацию облатов Марии Непорочной и был рукоположён в священники в 26 лет. Изучал философию и богословие в США, преподавал в семинарии. В 1974 году был назначен генеральным викарием своей монашеской конгрегации, затем защитил докторскую диссертацию в Папском Урбанианском университете Рима.
В 1990 году папой Иоанном Павлом II был назначен епископом города Якима, штат Вашингтон. Через шесть лет был переведен в Портленд, а еще через год в Чикаго, став первым в истории уроженцем этого города, возглавившим местную католическую архиепархию.
В сан кардинала был возведен в 1998 году Иоанном Павлом II. В 2007—2010 гг. возглавлял епископскую конференцию Соединенных Штатов.
В сентябре 2014 года ушел на покой.